# 2014 FIFAワールドカップ開催地決定の経緯

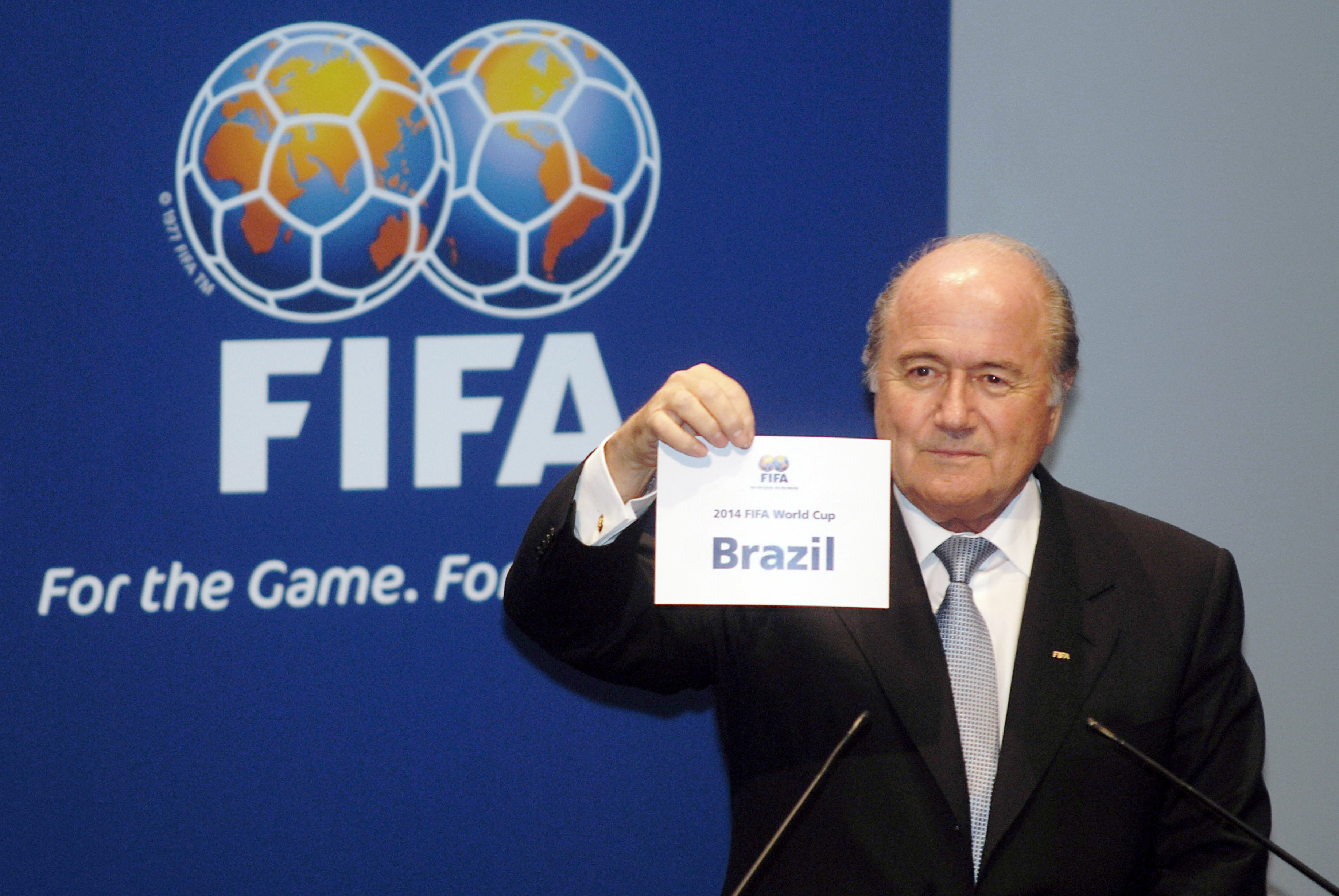
FIFAのゼップ・ブラッター会長がブラジルを開催国として正式発表したところ

2014 FIFAワールドカップ開催地決定の経緯では、 2014 FIFAワールドカップの開催国として2007年10月30日にブラジルが承認されるまでの経緯について説明する。

## 概要
2003年3月7日、サッカーの国際統括組織であるFIFAは、各大陸連盟での持ち回りでワールドカップを開催するというその方針に沿って、2014年の本大会が南米大陸で開催されることを発表した。南米開催は、アルゼンチンが1978 FIFAワールドカップを開催して以来のこととなった。
2003年6月3日、南米サッカー連盟(CONMEBOL)はブラジル、アルゼンチン、そしてコロンビアが2014ワールドカップ決勝大会の開催に前向きであることを発表した。2004年3月17日までに、CONMEBOLはブラジルを唯一の候補者として採択することを全会一致で投票決定した。
2006年12月、ブラジルは開催国に立候補することを正式に宣言し、数日遅れてコロンビアが同じく正式に立候補した。 アルゼンチンは全く立候補しなかった。2007年4月11日、コロンビアが正式に立候補を取り下げたことで、ブラジルは2014年に本大会を開催する唯一の公式候補者となった。

## ブラジルの立候補
2014 FIFAワールドカップの主催権利を最終的に獲得したブラジルは、2007年4月11日にコロンビアが立候補を取り下げた後に残っている唯一の公式候補者であった。ブラジルの立候補手続きは2006年12月13日に、当時のブラジルサッカー連盟会長リカルド・テイシェイラ によって正式に開始された。彼は東京にてCONMEBOLの会長および事務総長立ち合いのもと、立候補の書面に署名した。
2006年7月4日、FIFA会長のゼップ・ブラッターは2014ワールドカップはおそらくブラジルで開催されると述べたが、彼は以前のコメントで同国にはW杯の準備が整ったスタジアムが現時点には無いことも認めていた。9月28日、彼はブラジルのルーラ大統領と会談し、こちらが決定を下す前に同国がその能力を証明して欲しい（W杯基準のサッカー場造成を決定して欲しい）と語ったとされている。「だがボールは今ブラジルの法廷にあるのです」と彼は伝えた。2006年9月、ブラジル大統領ルイス・イナシオ・ルーラ・ダ・シルヴァは「我が国にはワールドカップの試合を主催するだけの条件に適うスタジアムはありません。この国に少なくとも12のスタジアムを新たに建設する必要があります」と公言して、ブラッターの意向に追従した。
開催の可能性がある都市は既にこの時点で大会準備に入っていた。 ブラジルサッカー連盟と政府高官はここ数カ月の間に多くの都市とスタジアムを見学してまわり、そして18の州がワールドカップの試合開催希望を申し入れた。 ただしFIFAの規定では最低8都市、最大10都市であるため、実際の開催都市数は大きく減らされてしまう。
2007年7月31日、ブラジルサッカー連盟の会長リカルド・テイシェイラが、ブラジルのスタジアムおよびその他の一般的インフラの改善計画に関する情報を含む文書をFIFAのブラッター会長に個人的に届けた時、ブラジルの立候補が正式なものとなった。ただし、この文書に関する詳細は不明である。
2009年5月31日、ブラジル国内12都市の競技場でワールドカップの試合を行うことがFIFA執行委員会から正式に発表された。
- ブラジリア - エスタジオ・ナシオナル・デ・ブラジリア（国立競技場）
- ベロオリゾンテ - エスタジオ・ゴベルナドール・マガリャンイス・ピント（ミネイロン）
- ポルト・アレグレ - エスタジオ・ジョゼ・ピニェイロ・ボルダ（ベイラ＝リオ)
- リオデジャネイロ - エスタジオ・ジョルナリスタ・ド・マリオ・フィーリョ（マラカナン)
- サンパウロ - アレーナ・デ・サンパウロ（コリンチャンス）
- クイアバ - アレーナ・パンタナール
- クリチバ - アレナ・ダ・バイシャーダ
- フォルタレザ - エスタジオ・ゴヴェルナドール・プラーシド・カステロ（カステロン）
- マナウス - アレーナ・アマゾニア
- ナタール - アレーナ・ダス・ドゥーナス
- レシフェ - アレナ・ペルナンブーコ
- サルヴァドール - アレーナ・フォンチ・ノヴァ

ブラジルは1950 FIFAワールドカップを開催したほか、コパ・アメリカを4度（1919年,1922年,1949年,1989年）開催した経験がある。

## その他の候補
| 候補国       | 投票  | 投票     |
| 候補国       | 2回目 | 1回目    |
| ------------ | ----- | -------- |
| ブラジル     |       | 全会一致 |
| アルゼンチン |       | 辞退     |
| コロンビア   |       | 辞退     |

### コロンビア
コロンビアは2006年12月18日に正式に立候補し、2007年4月11日に撤回した。
コロンビア大統領のアルバロ・ウリベは、2006年7月15日にコロンビアが立候補すると表明した。2006年中央アメリカ・カリブ海競技大会の開会式のスピーチで、ウリベは次のように述べた「これら大会を運営するために、いかにして物事を成し遂げていったのかを見るにつけ、私はコロンビアがサッカーワールドカップを開催できるものと考えています。我々はそれを実現して、大会をうまくやれるだろうと私は確信しています」。副大統領のフランシスコ・サントス・カルデロン(en)がこのプロジェクトを担当していた。
コロンビアは1986 FIFAワールドカップの開催国に設定されたことがあったが、経済的問題、FIFAとの意見不一致、そして当時のコロンビアの不安定な情勢への懸念から辞退することになり、メキシコがその恩恵を受けた。コロンビアは、コパアメリカを1度（2001年）開催した経験がある。しかし2007年2月27日、FIFA会長のゼップ・ブラッターは「コロンビアの立候補は、自分たちが他の見出しでもサッカーでも活躍していると主張するための、国の広報発表に過ぎない」と述べて、コロンビアが大会を開催する可能性を切り捨てたような発言に思われた。

### オーストラリア
2006年6月、南オーストラリア州首相のマイク・ラン(en)が提唱したのは、オーストラリアが2014 FIFAワールドカップを主催するという提案だった。当時のオーストラリア首相ジョン・ハワードは、それはオーストラリアが世界的スポーツイベントを開催できることの証明になると述べ、彼を後押しした。この提案に少なからぬ関心を示したオーストラリアサッカー連盟の会長フランク・ローウィ(en)が、オーストラリア開催提案を正式に提唱するべく交渉中である、と当時は伝えられた。オーストラリアはOFCネイションズカップを2回（1998年と2004年）開催しており、ホーム・アンド・アウェー共催を1回（1996年）実施している。 オーストラリアは2022 FIFAワールドカップ開催に立候補したが、カタールに後れを取った。

### ヨルダンとイラク
2004年10月、ヨルダンとイラクのサッカー協会はワールドカップ開催への立候補を討議していた。ヨルダンの王子ファイサル・ビン・アル＝フセインはタイムズ紙やガーディアン紙のインタビューに「現状ではどちらが立候補しても馬鹿げている」「5年後ではどうでしょう？非常に繁栄した国になれる可能性があります。条件が合うのなら、人々はそれを真剣に考えるでしょう」 と返答したと書かれている。

### アメリカ合衆国
2002年6月、アメリカ合衆国サッカー連盟(USSF)は、2014 FIFAワールドカップへの立候補に関心があると表明した。当時の会長ロバート・コンティグリア(en)は、米国が非常に強い票をまとめることができると確信していた。米国は1994 FIFAワールドカップ、1999 FIFA女子ワールドカップ、2003 FIFA女子ワールドカップを開催した。米国もまた2022 FIFAワールドカップ開催に立候補したがカタールに敗れた、しかしメキシコおよびカナダとの共催で2026 FIFAワールドカップの権利を獲得した。